# Паризька поліція 1900
«Паризька поліція 1900» (фр. Paris Police 1900) — французький телесеріал у детективному жанрі, перший сезон якого вийшов на екрани в лютому 2021 року.

## Сюжет
Дія відбувається в Парижі в 1900 році. Молодий інспектор поліції починає розслідування у зв'язку із загибеллю жінки, тіло якої виловили в Сені.

## В ролях
- Жеремі Лаерт
- Евелін Брошу
- Тібо Еврар

## Виробництво і прем'єра
Зйомки серіалу проходили в Іль-де-Франс. Прем'єра відбулася 8 лютого 2021 року. Вже відомо про його продовження на другий сезон.